# غرايم روس
غرايم روس (بالإنجليزية: Graeme Ross)‏ (5 فبراير 1955 في أستراليا - ) هو لاعب كريكت أسترالي. لعب مع فريق فكتوريا للكريكت.

## وصلات خارجية
- غرايم روس على موقع إي آس بي آن كريك إنفو (الإنجليزية)